# Roger Matéo
Roger Matéo, né le 17 juin 1895 à Pau (Basses-Pyrénées) et mort le 1er juillet 1960 à Paris, est un journaliste et homme politique français. 
Adhérent de la Section française de l'Internationale ouvrière (SFIO), il rejoint le Parti communiste français (PCF) en 1920. Exclu en 1929, il rejoint le Parti populaire français (PPF) de Jacques Doriot en 1936 puis adhère à la Collaboration.

## Biographie

### Le militant communiste
Né en 1895, Roger Matéo participe à la Première Guerre mondiale puis se tourne vers le métier de peintre en bâtiment qu'il exerce dans la ville de Seine-Port (Seine-et-Marne). Après avoir adhéré à la Section française de l'Internationale ouvrière (SFIO) en 1919, il rejoint le Parti communiste français (PCF) lors de la scission de 1920. Élu conseiller municipal de Pringy (Seine-et-Marne) le 9 octobre 1921, il est réélu en mai 1925. Après des tentatives manquées de briguer le poste de conseiller d'arrondissement et de conseiller général, il est élu secrétaire administratif de la Fédération communiste en 1924 puis membre du comité fédéral communiste de Seine-et-Marne. 
Actif comme syndicaliste dans le secteur du bâtiment et comme journaliste, il se présente en 1928 aux élections législatives Seine-et-Marne mais n'arrive pas à se faire élire. Plus tard, en 1928, il se présente sans succès aux élections municipales de 1929.

### Ralliement au Parti populaire français
En 1929, il est exclu du PCF car étant accusé d'avoir désobéis aux ordres du parti, "mené en Seine-et-Marne un travail de désagrégation et de sabotage permanent" et d'avoir "frapper violemment" une militante. Par la suite, il devient entrepreneur en peinture dans sa ville et se présente aux élections municipales de 1935 sans obtenir la majorité. En 1936, il rejoint le Parti populaire français (PPF) fondé par Jacques Doriot la même année et rentre au Bureau politique. Durant la Collaboration, il est un actif militant du parti et devient responsable du service d'ordre. En septembre 1943, il est victime d'une tentative d'assassinat au revolver. 